# Гобгурт
Гобгу́рт (рос. Гобгурт) — присілок у складі Селтинського району Удмуртії, Росія.

## Населення
Населення — 308 осіб (2010; 398 в 2002).
Національний склад станом на 2002 рік:
- удмурти — 93 %

## Урбаноніми[3]
- вулиці — 70 років Жовтня, Козьми Іванова, Лісова, Петра Блінова, Польова